# Teoria científica obsoleta

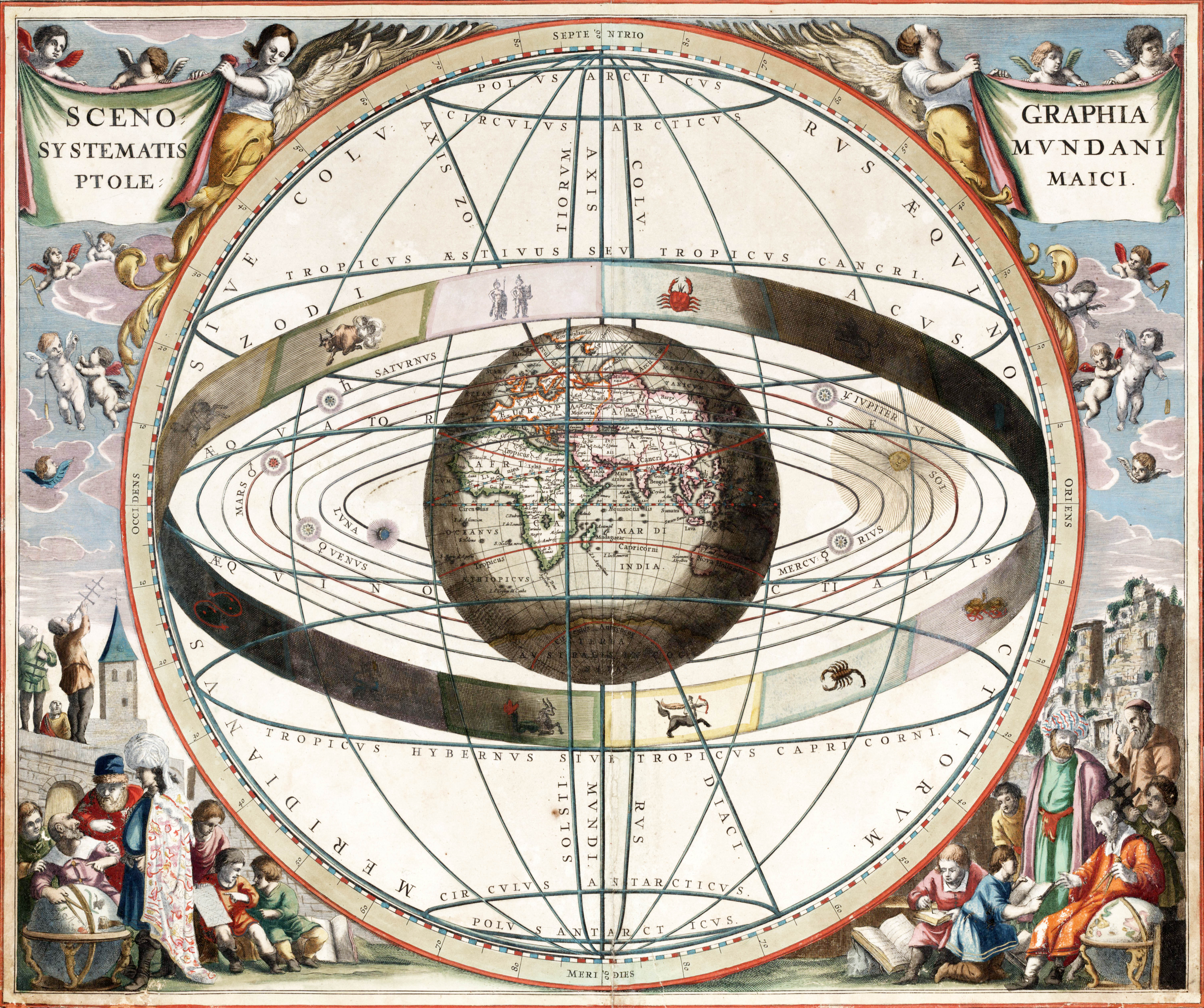
L'obsoleta teoria geocèntrica de l'univers en posava la Terra al centre.

Una teoria científica obsoleta és una teoria científica que va ser abans era generalment acceptada però que —per la raó que sigui— ja no és considerada la descripció més completa de la realitat per la ciència establerta, o bé una teoria verificable que s'ha comprovat falsa. Aquesta etiqueta no inclou les teories que encara no han guanyat l'ampli suport de la comunitat científica —protociència o ciència marginal—, ni tampoc les teories que mai foren àmpliament acceptades o només van ser acceptades en certs països, com per exemple el lissenkoisme.
En alguns casos, la teoria és completament descartada. En altres, la teoria encara serveix perquè dona una explicació que és «prou bona» d'un fenomen particular, i que és més fàcil que la teoria completa —amb freqüència perquè aquesta és massa complexa matemàticament per ser utilitzable. Segons Karl Popper totes les teories científiques han de ser verificables d'una forma quan no poden ser provades experimentalment. Qualsevol cosa que no pugui provar-se falsa experimentalment seria per tant un axioma i tindrà un estatus absolut, més enllà de qualsevol refutació.
Un exemple d'això és la física newtoniana, que difereix de l'actualment acceptada física relativista per un factor que és insignificantment petit en velocitats molt més petites que la de la llum. Tot en la física newtoniana és tan satisfactori per a la majoria dels propòsits que es fan servir més àmpliament, excepte en velocitats no petites en comparació amb la de la llum, però a les escoles s'ensenya normalment la més simple newtoniana i no pas la mecànica relativista. Un altre cas és la teoria que la terra és aproximadament plana; mentre que durant segles ha estat equivocada per a les llargues distàncies, es pot considerar que una part de la superfície de la terra per exemple per a mapes topogràfics que cobreixen àrees relativament petites.

## Teories obsoletes

### Biologia
- Lamarckisme - encara que revitalitzada com Neolamarckisme - vegeu també herència epigenètica
- Teoria miasmàtica de la malaltia - suplantada per la teoria microbiana de la malaltia
- Generació espontània (abiogènesis)
- Teoria de la recapitulació - o "l'ontogènia recapitula la filogènia"

### Química
- Teoria calòrica
- Teoria del flogist - reemplaçada pels treballs de Lavoisier sobre l'oxidació
- Hipòtesi del ciclol.

### Física
- Teoria aristotèlica de la gravetat - desacreditada per Galileu
- Teoria de la gravitació de le Sage
- Èter - no va poder ser detectat per l'experiment de Michelson i Morley; obsolet després dels treballs d'Einstein
- Model atòmic del púding de prunes de Thomson que assumia que els protons i electrons estaven barrejats junts en una única massa, va ser desacreditat per l'experiment de Rutherford.

### Astronomia i cosmologia
- Sistema ptolemaic/Univers geocèntric - obsolet després de Copèrnic i Galileu
- Teoria copernicana/Univers heliocèntric - obsolet després de Johannes Kepler i Isaac Newton

### Geografia
- Teoria de la Terra plana
- El mar polar obert, un mar lliure de gel que una vegada es va suposar que envoltava el pol Nord

### Geologia
- Tectònica de plaques va substituir a:
  - Teoria de la Terra en expansió, o de la Terra en creixement, (substituïda per la subducció)
  - Teoria geosinclinal
  - La teoria de la deriva continental va ser incorporada i millorada per la tectònica de plaques
- Catastrofisme va ser reemplaçat per l'uniformisme en gran part
- Neptunisme reemplaçat pel Plutonisme

### Medicina
- Teoria dels quatre humors corporals
- Eclecticisme (Medicina) - història mèdica.

### Psicologia
- La psicologia estructuralista de Wilhelm Wundt
- La frenologia[1]
- La psicoanalisi[2]

## Teories aproximades
Són teories que ja no es consideren la representació més completa de la realitat, però que són encara útils en dominis específics. Per a moltes teories es coneix un model més complet, però en la pràctica utilitzar una aproximació més gruixuda dona bons resultats amb molt menor esforç.
- Estat estacionari - El big-bang i la matèria fosca amenacen de destruir aquesta tranquil·la visió del món
- Univers - La possibilitat de multiversos és una de les conseqüències de la inflació còsmica.
- Ja no es pensa que els àtoms siguin indivisibles: actualment es veuen com composts.
- Els nuclis atòmics es desintegren a altes energies.
- Teoria heliocèntrica - Usada encara en el sistema de coordenades de la mecànica celeste.
- Mecànica newtoniana - Obsoleta després de la Teoria de la Relativitat i la mecànica quàntica, segueix sent útil en l'enginyeria i la física a escales mitjanes (humana) o quan no cal considerar fraccions significatives de la velocitat de la llum.
- Model atòmic de Bohr - Resulta una solució exacta de l'àtom d'hidrogen, però no descriu bé àtoms majors.
- Llei del sinus quadrat de Newton per la força de fluid sobre un cos - No es considera útil a baixes velocitats, encara que ha trobat aplicacions en el flux hipersònic.

## Teories la importància de les quals va ser sobreestimada
- Llengües de terra - Encara que les connexions temporals entre masses de terra van fer de vegades possibles les migracions (com quan el nivell del mar va baixar durant les glaciacions), la divisió real dels continents provocada per la tectònica de plaques és important.